# Marcelinho
Marcelinho (* 17. Mai 1975 in Campina Grande; bürgerlich Marcelo dos Santos, in Brasilien auch Marcelinho Paraíba genannt) ist ein ehemaliger brasilianischer Fußballspieler und heutiger Fußballtrainer. Der offensive Mittelfeldspieler stand bei 25 Profiklubs unter Vertrag. Von 2001 bis 2006 spielte er für den deutschen Club Hertha BSC aus Berlin. Die persönlichen Markenzeichen des extravaganten Fußballspielers waren seine meist auffälligen Schuhe und oft bunt gefärbten Haare.
2022 wurde Marcelinho von den Lesern der B.Z. zum besten Hertha-Spieler aller Zeiten gewählt.

## Karriere

### Verein
Ab der Saison 2001/02 spielte Marcelinho für eine Ablösesumme von 7,5 Mio. € bei Hertha BSC. Er zählte zu den wichtigsten Spielern des Vereins, da er als technisch begabter Spieler die Rolle des Spielgestalters im Mittelfeld übernahm. Dazu trug er oft auch die Verantwortung bei der Ausführung von Freistößen, Eckstößen und Elfmetern. In der Fußball-Bundesliga 2004/05 erzielte er gegen den SC Freiburg ein Tor aus 48,3 Metern und gewann so die Wahl zum Tor des Monats Mai.
Am Anfang der Saison 2006/07 nahm Marcelinho sich eigenmächtig neun Tage länger Urlaub, was zu Missstimmungen mit der Vereinsführung und seinen Mitspielern führte. Nachdem er sich in den darauf folgenden Tagen widersprüchlich dazu geäußert hatte, ob er in der Hauptstadt bleiben will oder nicht, endete seine Karriere bei Hertha BSC durch den Abschluss eines Dreijahresvertrages beim türkischen Erstligisten Trabzonspor, zu dem er für etwa 2,5 Millionen Euro wechselte. Zur Rückrunde der Saison 2006/07 wechselte Marcelinho für 2,75 Millionen Euro zum VfL Wolfsburg. Am 22. Spieltag erzielte er sein erstes Tor für den VfL per Freistoß. Nach dem Abgang von Kevin Hofland wurde er vom Trainer Felix Magath zum neuen Spielführer ernannt und erreichte mit dem VfL Wolfsburg den fünften Platz in der Bundesligatabelle und damit den Einzug in den UEFA-Pokal.
Am 12. August 2008 teilte der VfL Wolfsburg mit, dass Marcelinho den Verein in Richtung CR Flamengo aus Rio de Janeiro verlassen wird. Am 8. März 2009 wechselte er zum Konkurrenten Coritiba FC. Nach dem Abstieg von Coritiba wurde er am 18. Dezember 2009 zum FC São Paulo transferiert. Zwischen 2010 und 2012 spielte Marcelinho bei Sport Recife und schaffte mit seinem Team den Aufstieg in die erste brasilianische Liga. Ab 2012 spielt er bei Grêmio Barueri. Im Alter von 39 Jahren unterschrieb Marcelinho einen Vertrag beim brasilianischen Fußballklub EC Internacional (SC). Der Klub nimmt an der regionalen Staatsmeisterschaft von Santa Catarina teil.
Im März 2018 erlitt Marcelinho einen Schlaganfall, trotzdem stand er drei Wochen später wieder für seinen damaligen Verein FC Treze auf dem Platz. Nach weiteren Wechseln unterschrieb er im Herbst 2019 44-jährig bei AD Perilima, der Verein bot ihm über sein Karriereende hinaus ein Engagement als Trainer oder Sportdirektor an.
Am 15. März 2020 bestritt Marcelinho für AD Perilima gegen CSP Joao Pessoa nach 29 Jahren im Profigeschäft sein letztes offizielles Spiel. Danach war er als Co-Trainer beim AD Perilima tätig. 2021 trat er beim brasilianischen Drittligisten FC Treze seine erste Stelle als Cheftrainer an.

### Nationalmannschaft
Dank seiner Erfolge in der Bundesliga kam Marcelinho zu fünf Einsätzen in der „Seleção“, in denen er einmal traf. Seit September 2001 bestritt er kein weiteres Spiel mehr für die brasilianische Nationalmannschaft.

## Erfolge
- Ligapokal von Deutschland: 2001, 2002
- Pokal von Brasilien: 2001 mit Grêmio
- Staatsmeisterschaft von Rio Grande do Sul: 2001 mit Grêmio
- Staatsmeisterschaft von São Paulo: 1998, 2000
- Staatsmeisterschaft von Paraíba: 1991, 1993

## Auszeichnungen
- Torschützenkönig Copa dos Campeões: 2000
- Torschütze des Monats Juli 2001,[11] April 2005[12]
- Berlins Sportler des Jahres 2005
- Bester Hertha Spieler aller Zeiten: 2022

## Privates
Am 26. November 2011 hatte sein Klub Sport Recife durch ein 1:0 den Wiederaufstieg in die brasilianische 1. Liga geschafft. Das sollte mit einer großen Party auf dem Anwesen des Fußballers gefeiert werden. Es kam aber dabei zum Eklat mit der bisher schwersten Anschuldigung in Marcelinhos Karriere. Er soll versucht haben, die 31-jährige Schwester des örtlichen Polizeichefs zu vergewaltigen. Der Verdächtige beteuerte seine Unschuld, ihm drohten bis zu zehn Jahre Haft. Es stellte sich allerdings bald heraus, dass es sich bei den Vorwürfen um eine versuchte Erpressung handelte, weshalb er schnell wieder aus der Haft entlassen wurde. Im Gegenzug hatte er den Polizisten verklagt.